# AI21 Labs
AI21 Labs是一家專門從事自然语言处理的以色列公司，該公司開發可以理解和生成自然语言的人工智能系統，於2017年11月由約阿夫·肖漢姆、奧里·戈申和阿姆農·沙舒亞在以色列的特拉维夫創立。